# Bertha Patricia Manterola Carrión
Bertha Patricia Manterola Carrión (Città del Messico, 23 aprile 1972) è un'attrice, cantante e modella messicana.

## Biografia

### Vita
Il 17 aprile 1999, sposa Javier Ortiz (ex membro del gruppo Garibaldi), dal quale divorzia nel 2005. Nel 2004 ha aperto una linea di jeans a Puebla, chiamata B-good.
Nel 2010, in seconde nozze sposa Forrest Kolb.

## Carriera

### Album solista
- 1994: Hambre de Amor
- 1996: Nina Bonita
- 1998: Quiero Mas
- 2002: Que El Ritmo no Pare
- 2002: The Rhythm
- 2003: Dejame Volar
- 2007: A Mis Reinas
- 2009: Ya Terminé

### Album con gruppo
- 1999: Reunion 10
- 1994: Caribe
- 1993: Gritos De Guerra, Gritos De Amor
- 1993: Donde Quedo La Bolita
- 1991: Los Hijos De Buda
- 1990: Noche Buena
- 1990: Que Te La Pongo
- 1988: Garibaldi

### Televisione
- Alcanzar una estrella - Martina Guzman (1990)
- Alcanzar una estrella II - Martina Guzman (1991)
- Acapulco, cuerpo y alma - Lorena (1995)
- Mujer, casos de la vida real (1996)
- Gente Bien - María Figueroa (1997)
- Arli$$ - Carman Caballo (2001)
- Ángeles - Adriana Vega (2001)
- Apuesta por un amor - Julia Montaño 'La Potra' (2005)
- La fea más bella - Patricia (2006)
- Ugly Betty - Dançarina (2006)
- Destilando amor - Erika Robledo (2007)

### Pubblicità
- Vanity Fair (1987)
- Pepsico (1995–1997)
- Andrea (1997–2002)
- Mervyn's California (1998)
- Miller Lite (2001)
- Bally Total Fitness (2003)
- Dr Pepper (2003)
- Head & Shoulders (2005)
- Maseca (2006)
- Stop (2007)

## Premi e riconoscimenti
| Anno | Categoria                     | Programma               | Risultato  |
| ---- | ----------------------------- | ----------------------- | ---------- |
| 1996 | Miglior rivelazione femminile | Acapulco, cuerpo y alma | Nominata   |
| 1996 | Lanzamiento femenino          | Acapulco, cuerpo y alma | Vincitrice |
| 2005 | Miglior attrice protagonista  | Apposta per un amor     | Nominata   |